# Sansevieria perrotii
Sansevieria perrotii är en sparrisväxtart som beskrevs av Otto Warburg. Sansevieria perrotii ingår i släktet bajonettliljor, och familjen sparrisväxter. Inga underarter finns listade i Catalogue of Life.

## Bildgalleri

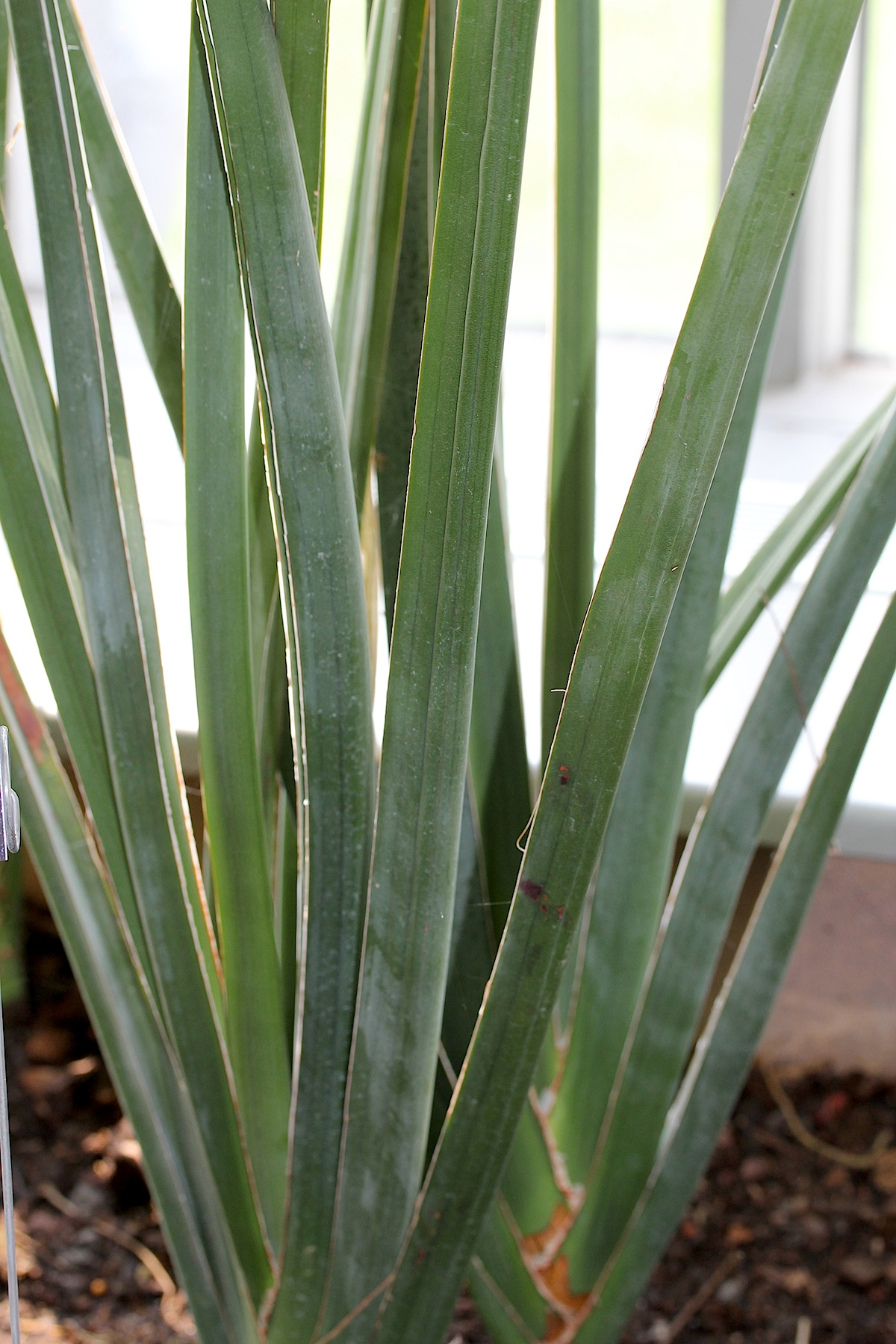